# Шперлинг, Густав
Густав Шперлинг (нем. Gustav Sperling) — германский борец греко-римского стиля, чемпион мира.
Активная фаза спортивной карьеры Густава Шперлинга пришлась на начало XX века. В 1905 году он завоевал бронзовую медаль на неофициальном чемпионате мира в Дуйсбурге. В 1906 году занял 3-е место на чемпионате Германии. В 1907 году стал бронзовым призёром чемпионата мира. В 1910 году выиграл чемпионат мира.